# Stazione di Ostiglia (2008)
Stazione di Ostiglia vasútállomás Olaszországban, Lombardia régióban, Ostiglia településen.

## Vasútvonalak
Az állomást az alábbi vasútvonalak érintik:
- Verona–Bologna-vasútvonal

## Kapcsolódó állomások
A vasútállomáshoz az alábbi állomások vannak a legközelebb:
- Stazione di Nogara
- Stazione di Poggio Rusco